# Am Kupfergraben

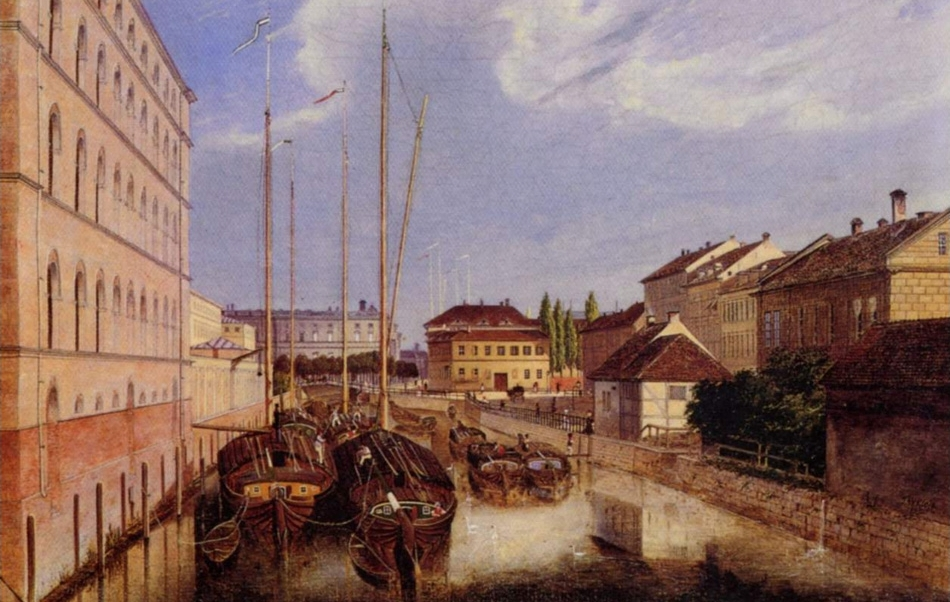
Am Kupfergraben, 1835

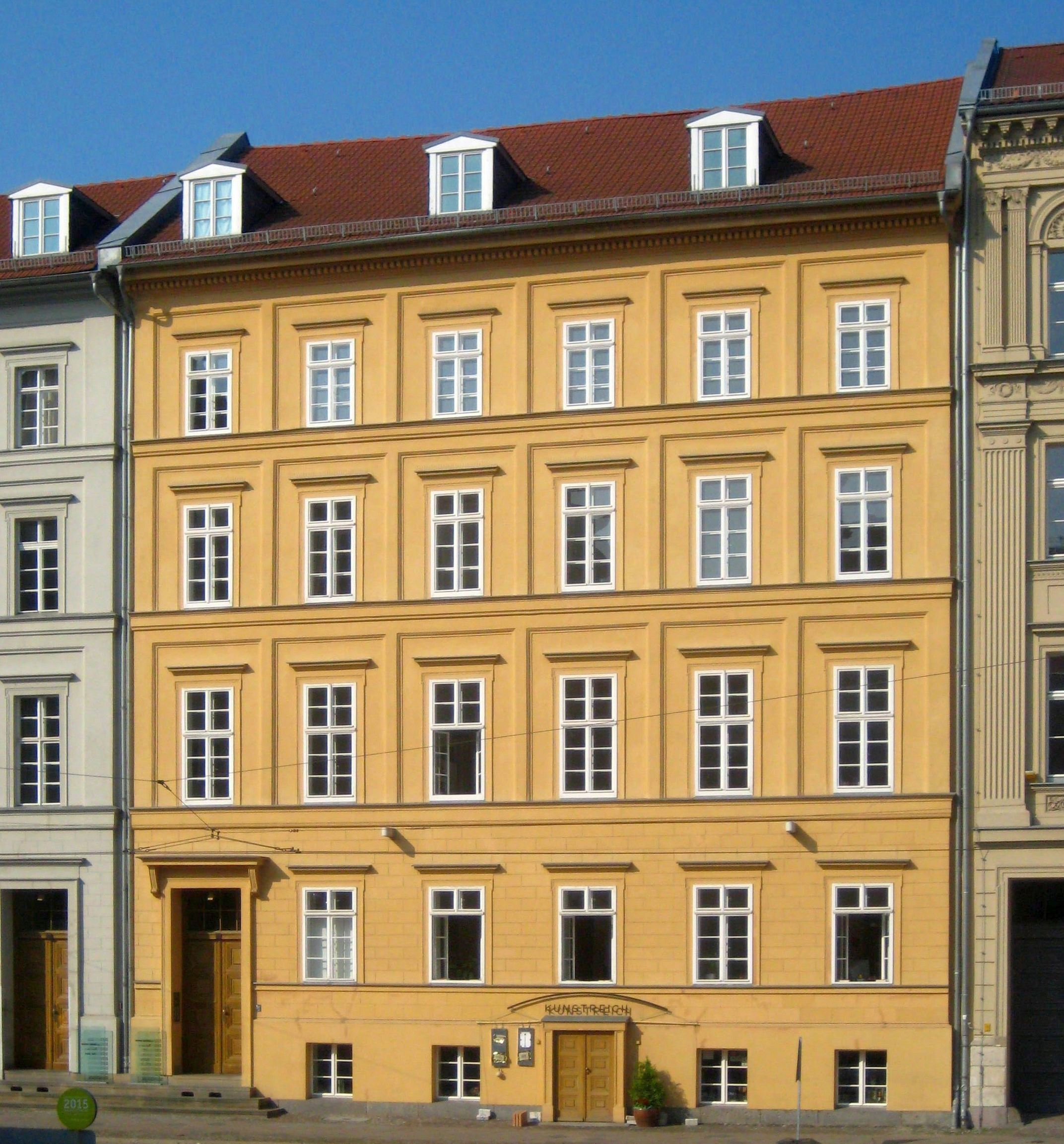
Am Kupfergraben 6, Wohnhaus von Angela Merkel

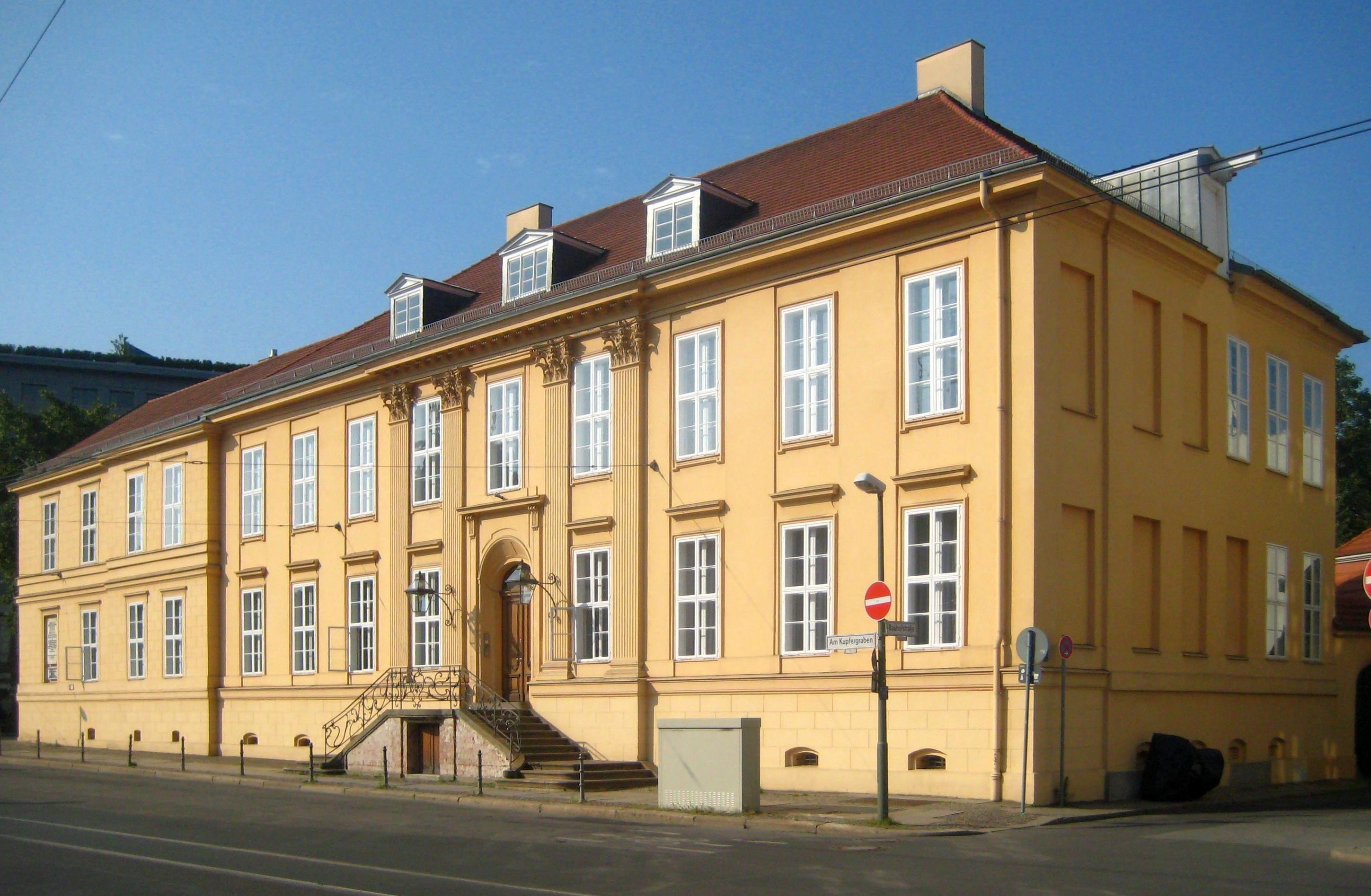
Magnus-Haus, Am Kupfergraben 7

Am Kupfergraben  bezeichnet eine knapp 500 Meter lange Straße im Berliner Ortsteil Mitte des gleichnamigen Bezirks. Sie befindet sich im historischen Stadtteil Dorotheenstadt.

## Lage und Verlauf
Am Kupfergraben verläuft als Uferstraße entlang des namensgebenden Kupfergrabens, eines Teilabschnitts des Spreekanals, und der Spree zwischen den Straßen Hinter dem Gießhaus und der Geschwister-Scholl-Straße mit der Ebertsbrücke. Die Monbijoubrücke und die Eiserne Brücke verbinden die Straße Am Kupfergraben mit der Museumsinsel.

## Geschichte
Eine erste Bebauung Am Kupfergraben erfolgte bereits um 1580, wie eine zeitgenössische Darstellung zeigt: „Der Kupfergraben hieß nach seinem einstigen Besitzer, dem Geheimen Etatsrath Ludwig eine Zeit lang Ludwigsgraben. Den größten Teil der Straße nimmt die 1773 fertiggestellte Artillerie-Kaserne [Nrn. 1–3] ein, der gegenüber am Graben die königliche Büchsenmacherei liegt [Nr. 8].“ (Ernst Fidicin)
Die meisten Gebäude wurden jedoch im 18. Jahrhundert, nach der Regulierung des Spreearms, im südlichen Bereich der Straße errichtet.
Seit dem 24. Dezember 1915 wird die Straße Am Kupfergraben von Straßenbahnen befahren, zunächst nur als Endhaltestelle mehrerer Linien der Berlin-Charlottenburger Straßenbahn und ihrer Nachfolger. Am 17. Juni 1960 wurde die Strecke über die Georgenstraße zu einer Blockumfahrung ausgebaut. Heute befahren die Straßenbahnlinien M1 und 12 die Straße.

## Bauten und Denkwürdigkeiten
- Am Kupfergraben befinden sich die über Brücken zu erreichenden Eingänge des Bode-Museums und des Pergamon-Museums.
- In dem denkmalgeschützten viergeschossigen Gebäude Am Kupfergraben 6 befinden bzw. befanden sich (Stand: 2020) die Wohn- bzw. Büroräume bekannter Persönlichkeiten. Hier wohnt die ehemalige Bundeskanzlerin Angela Merkel mit ihrem Ehemann, dem Chemieprofessor Joachim Sauer. Bis zu seinem Tod Anfang April 2013 wohnte in dem Haus auch der SPD-Politiker Ottmar Schreiner. Außerdem befand sich in dem Haus die Rechtsanwaltskanzlei von Lothar de Maizière.[4][5][6][7][8][9][10]
- Am Kupfergraben 7 befindet sich das ebenfalls denkmalgeschützte Magnus-Haus (Gründungsort der ersten Physikalischen Gesellschaft in Deutschland 1842), heutiger Berliner Sitz der Deutschen Physikalischen Gesellschaft. Im 19. Jahrhundert bewohnten es u. a. Carl Graf von Brühl, der Generalintendant der Berliner Museen, und der Physiker und Chemiker Gustav Magnus. Einige Büroräume im Magnus-Haus wurden durch den Bundespräsidenten a. D. Richard von Weizsäcker genutzt und seit 1999 durch die Atlantik-Brücke,[11] einen lobbyistischen Verein, dem führende Persönlichkeiten aus der Wirtschaft, der Politik, den Streitkräften, der Wissenschaft, den Medien und der Kultur angehören, die über das gemeinsame Netzwerk gesellschaftspolitischen Einfluss nehmen und Kontakte pflegen. Im Jahr 2015 beantragte die Siemens AG, der das Magnus-Haus, Am Kupfergraben 7 gehört, im denkmalgeschützten Palaisgarten einen Neubau als Firmenrepräsentanz zu errichten und bekam zunächst einen zustimmenden Vorbescheid. Nach drei Jahren konnte das Neubauvorhaben abgewendet werden, der Garten blieb in voller Größe erhalten.
- Die Kaserne wurde in der DDR-Zeit als Friedrich-Engels-Kaserne militärisch weiter genutzt, in ihr war das Wachregiment Friedrich Engels der NVA untergebracht. Ende der 1990er Jahre wurde sie dem Deutschen Historischen Museum zugeordnet und beherbergt Büros, Lager und Werkstätten. Auf ihrem Hof entstand 2018 das temporäre Museum Pergamon – Das Panorama, das voraussichtlich bis 2024 stehen bleiben wird (Stand:Juli 2023).
- Als Haus Nummer 10 ließ Heiner Bastian von 2003 bis 2007 einen modernen Bau nach Plänen von David Chipperfield errichten und betrieb darin eine Kunstgalerie.[12] Das dreigeschossige Haus Bastian mit eigenwilliger Fensteranordnung und großen lichtdurchfluteten Sälen hat die Familie Bastian am 12. März 2019 der Stiftung Preußischer Kulturbesitz samt den bereits vorhandenen Exponaten offiziell geschenkt.[13]

## Prominente Persönlichkeiten
Georg Wilhelm Friedrich Hegel lebte von 1819 bis 1831 im kriegszerstörten Haus Am Kupfergraben 4a. Am Nachbarhaus, Am Kupfergraben 5, ist eine Plakette zum Gedenken an Hegel angebracht. Irrtümlicherweise wird oftmals die Nummer 5 für Hegels Wohnhaus gehalten. Dort befand sich ein Wohnheim des bis 1945 existenten „Instituts für Ausländer“ der Berliner Universität. In der DDR-Zeit zog das Institut für Musikwissenschaft der Humboldt-Universität in das Gebäude. Nach einer grundlegenden Sanierung befindet sich seit 2003 wieder das Seminar für Musikwissenschaft in der Nummer 5. In den Jahren 1825/1826 lebte auch der Mathematiker Niels Henrik Abel im Haus Am Kupfergraben 4a, in denen er eine forschungsintensive Zeit verbrachte. Zur Erinnerung an Abel ist an dem inzwischen errichteten Neubau seit 2014 eine Plakette angebracht.